# Кашапова, Клара Наильевна
Клара Наильевна Кашапова (род. 29 января 1970, Ленинград) — российская легкоатлетка, специалистка по бегу на длинные дистанции. Выступала за сборную России по лёгкой атлетике в 1990-х годах, многократная победительница и призёрка национальных чемпионатов, обладательница серебряной медали Игр доброй воли в Санкт-Петербурге, участница летних Олимпийских игр в Атланте. Представляла Санкт-Петербург. Мастер спорта России международного класса.

## Биография
Клара Кашапова родилась 29 января 1970 года в Ленинграде.
Заниматься лёгкой атлетикой начала в спортивном комплексе «Ижорец» в Колпино под руководством тренеров Т. Я. Кондрашова и В. И. Морозова. Выступала в сборных командах Ленинграда и РСФСР, представляла добровольное спортивное общество «Трудовые резервы». Позже проходила подготовку в спортивном клубе «Юность России». Окончила Российский государственный педагогический университет имени А. И. Герцена, где училась на факультете физической культуры.
В 1993 году выиграла открытый чемпионат России по полумарафону в Москве. Попав в состав российской национальной сборной, выступила на чемпионате мира по полумарафону в Брюсселе, где заняла 24-е место в личном зачёте и шестое место в командном зачёте.
В 1994 году на домашнем чемпионате России в Санкт-Петербурге одержала победу в беге на 5000 метров. На Играх доброй воли в Санкт-Петербурге выиграла серебряную медаль в беге на 10 000 метров, уступив на финише только титулованной кенийке Тегле Лорупе, тогда как на чемпионате Европы в Хельсинки в той же дисциплине финишировала восьмой. На чемпионате мира по полумарафону в Осло показала шестнадцатый результат в личном первенстве и пятый результат в командном первенстве. Также в этом сезоне стала серебряной призёркой чемпионата России в Адлере в беге по шоссе на 5 км.
В 1995 году в рамках международных соревнований «Встреча доброй воли» в Москве стала чемпионкой России в беге на 10 000 метров. На чемпионате мира в Гётеборге сошла с дистанции в ходе предварительного квалификационного забега и в финал не вышла.
На Мемориале Владимира Куца, где также разыгрывался открытый чемпионат России по бегу на 10 000 метров, стала серебряной призёркой, уступив Людмиле Петровой. Благодаря череде удачных выступлений удостоилась права защищать честь страны на летних Олимпийских играх в Атланте, но здесь с результатом 33:28,34 не смогла преодолеть квалификацию.
На чемпионате России 1999 года в Туле взяла бронзу в беге на 5000 метров, финишировав позади Ольги Егоровой и Марии Пантюховой. В той же дисциплине участвовала в чемпионате мира в Севилье, отметилась выступлением на кроссовом чемпионате мира в Белфасте.
В 2001 году попробовала себя на марафонской дистанции — с результатом 2:35:49 финишировала второй на Лионском марафоне.
В 2003 и 2004 годах дважды бежала 10 км в рамках марафона «Белые ночи», став второй и шестой соответственно.
Впоследствии работала учителем физкультуры в средней общеобразовательной школе № 258 в Колпино.